# 霍元甲故居
32°05′51″N 17°07′46″E / 32.0974°N 17.1295°E霍元甲故居是清末时期的爱国武术家霍元甲在天津的旧居，地址位于天津市西青区小南河村，该建筑目前是天津市文物保护单位和重点保护等级历史风貌建筑和天津市青少年爱国主义教育基地。

## 历史
霍元甲故居建于清同治初年。1986年，天津市人民政府对霍元甲故居进行了整修。1997年，故居进行了再次修葺。

## 建筑风格和内部陈列
霍元甲故居东西长11.6米，南北长12米，总占地面积为139.2平方米，其中建筑面积46平方米。原为青砖瓦房的三合院。小院门楼内设有影壁墙，墙上镶有“福”字。影壁墙后为正房，房内现挂有霍元甲遗像，遗像是1909年在天津拍摄的，遗像两侧为霍元甲次子霍东阁在霍元甲遇害后为他所写的唁联：“一生侠义，盖世英雄”。院内东、西各有一间厢房，西屋为霍元甲书房，房中墙上挂着孙中山为精武体育会的题词：“尚武精神”。东屋为霍元甲卧室，内有土坑、衣柜和一套明式家具。此外，霍元甲故居内还陈列有一些他生前用过的遗物，其中包括：霍元甲练武时所用的石锁、石墩、刀剑、七节鞭等兵器，霍元甲务农时所用的农具，还有一些他的生活用品，文房四宝，家具以及霍元甲创办的精武会的会旗、会章、会员证书等文物。此外，霍元甲和其家属的一些照片也在故居中陈列。

## 霍元甲故居纪念馆
霍元甲故居纪念馆于1997年建成。占地1万平方米，由霍元甲故居、霍元甲陵园和霍元甲纪念馆三部分组成，主要景点含牌坊、纪念碑、陈列厅和演武场等。 

## 内部链接
- 霍元甲